# Rinkaby flygbas

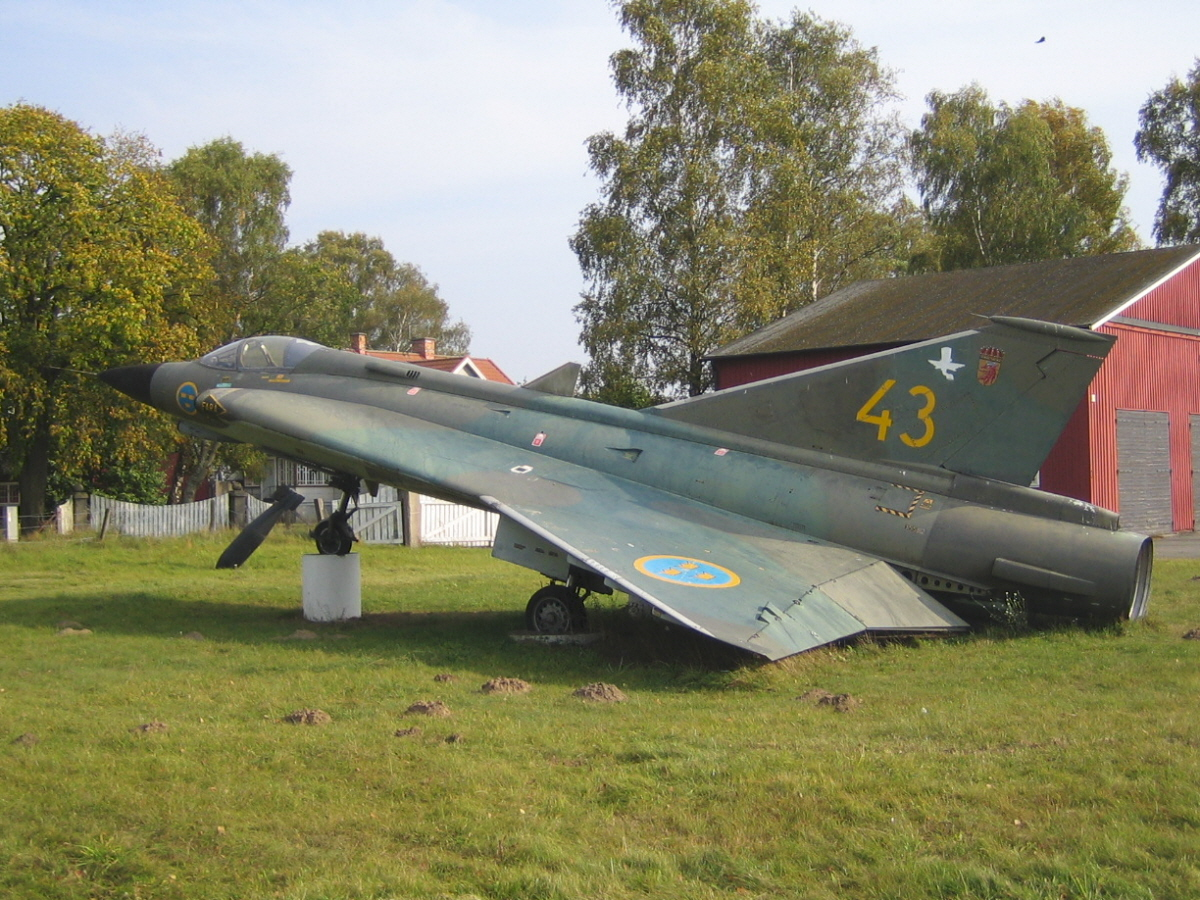
Drakenplan uppställt vid Rinkabyfältet

Rinkaby flygbas (IATA: RKB, ICAO: ESMD) är en före detta militär flygbas, cirka 12 km sydost om Kristianstad och 90 km nordöst om Malmö.

## Historik
Flygbasen ligger på Rinkaby skjutfält. Redan under 1920-talet började fältet användas, då av något som kallades spanareskolan. När Flygvapnets bildades år 1926 blev det en flygbas, som under de första krigsåren (1939-40) uppgraderades med tre hårdgjorda banor i en triangulär form. Ett antal hangarer och TL-byggnad uppfördes. Under denna tid inköptes också en gård samt mindre boningshus. Under 2:a världskriget fungerade basen som krigsbas. Under denna tid skedde flera utländska nödlandningar med både tyska och allierade flygplan. 
Under krigsåren var Rinkaby en krigsflygbas, där Skånska flygflottiljen (F 10) kom att basera samtliga sina jaktflygplan J 20. Efter kriget kom flygbasen att användas som interneringsläger, där drygt 3000 tyska soldater internerades. I samband med att Krigsflygskolan (F 5) tog steget in i jetåldern år 1955, fördelades utbildningen av jetflygplan till Första flygskolan och propellerflygplan till Andra flygskolan. Andra flygskolan var då förlagd till Rinkaby. I slutet av 1960-talet överfördes verksamheten till Ljungbyhed, då Krigsflygskolan slog samman sina två flygskolor.
År 1973 överfördes flygbasen till Armén, där fältet blev ett pansarövningsfält till Norra skånska regementet (P 6). Omkring år 1986 fanns det åter behov för Flygvapnet att använda denna plats för utbildning i banreparation. Flygbasen kom då att administreras av Flygvapnets Halmstadsskolor (F 14). Idag tillhör basen Försvarsmaktens tekniska skola samt Blekinge flygflottilj i Ronneby. Fortfarande övas banreparation, men även annan R3 tjänst. Trots att basen inte längre används för aktiv flygverksamhet är det fortfarande en militär övningsplats. Övningsbas Rinkaby är en av få platser i Sverige där förstöring och reparation av banor kan övas.